# Бородкин, Осмо Павлович
О́смо Па́влович Боро́дкин (8 июля 1913, деревня Оланга, ныне Лоухский район Карелии, — 21 ноября 1949, Петрозаводск) — советский художник, график.

## Биография
Родился в карельской крестьянской семье. Окончил семилетнюю школу в посёлке Кестеньга. После окончания в 1932 году Петрозаводского педагогического училища преподавал рисование в Кестеньгской школе. В 1936—1937 годах работал художником в Карельском научно-исследовательском институте, участвовал в этнографических и фольклорных экспедициях.
В 1937 году поступил в Ленинградское художественное педагогическое училище, но окончить не успел — был призван в армию в 1940 году.
Участник Великой Отечественной войны, в составе партизанского отряда участвовал в походах в тыл противника. В 1945 году на территории Польши был тяжело ранен, в результате ранения лишился ноги. Демобилизовался в мае 1946 года.
Член Союза художников СССР с 1944 года.
В послевоенные годы работал над иллюстрациями к эпосу «Калевала». Работы О. П. Бородкина хранятся в фондах Национального музея и Музея изобразительных искусств Республики Карелия.
Умер в 1949 году, похоронен в Петрозаводске на кладбище «Пески».
В 1949 году работы Осмо Бородкина были представлены на Всесоюзном конкурсе иллюстраций к «Калевале» в честь 100-летнего юбилея со дня издания полного текста. Уже после смерти художника жюри присудило ему III место — эту награду он разделил с Мюдом Мечевым. Второе место получил Георгий Стронк, а первое решено было не присуждать.